# Sinaloa-Dreiecksnatter
Die Sinaloa-Dreiecksnatter (Lampropeltis polyzona "Sinaloae", Syn.: Lampropeltis triangulum sinaloae), auch Sinaloa-Milchschlange genannt, ist eine Unterart der Nelsons Dreiecksnatter (Lampropeltis polyzona) und zählt damit innerhalb der Familie der Nattern (Colubridae) zur Gattung der Königsnattern (Lampropeltis). Erstmals wissenschaftlich beschrieben wurde die Unterart im Jahre 1978 von dem Herpetologen Dr. Kenneth Lee Williams.

## Beschreibung
Die Sinaloa-Dreiecksnatter ist eine kräftige Schlange. Sie erreicht zwischen 90 und 122 Zentimetern Gesamtlänge und wird nur selten größer. Die Grundfärbung des Körpers ist rot, darauf befinden sich in großen Abständen schwarze Bänder, welche durch je ein weißes bis ockerfarbenes Band in zwei getrennt sind. Zum Schwanz hin kann der Abstand zwischen den Bändern abnehmen. Im Nacken bildet eine schwarze Binde ein Dreieck, die entsprechend daran liegende Seite der weißen Binde nimmt dabei die Form eines Trichters an. Die Kopfoberseite ist schwarz und die großen, breiten Schuppen der Bauchseite weisen eine helle Färbung auf und sind schwarz befleckt und gescheckt. Die Sinaloa-Dreiecksnatter kann ein maximales Alter von über 20 Jahren erreichen. Sie ist nacht- und dämmerungsaktiv sowie überwiegend bodenbewohnend, sucht gelegentlich aber auch niedrige Büsche auf.

## Fortpflanzung

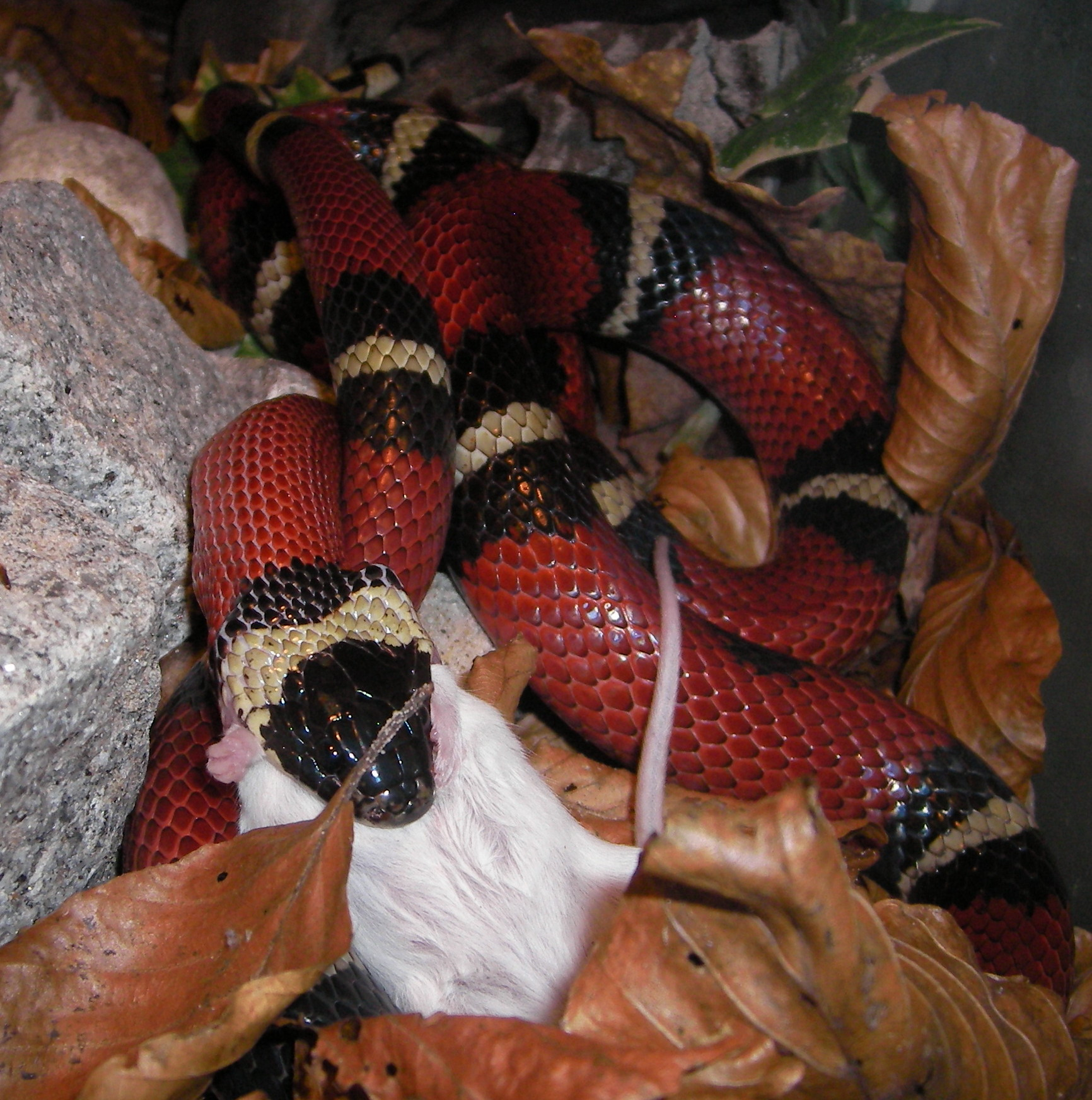
Sinaloa-Dreiecksnatter bei der Nahrungsaufnahme

Über die kühlen Wintermonate hält die Sinaloa-Dreiecksnatter eine Winterruhe. Mit dem Steigen der Temperaturen im Frühjahr beginnt die Fortpflanzungszeit. Nach der erfolgreichen Paarung zweier Tiere dauert es etwa acht Wochen, bis dass das Weibchen ein Gelege ablegt, es umfasst zwischen zwei und 17 Eier. Der Schlupf erfolgt je nach Temperatur unterschiedlich, bei 28 Grad Celsius nach 56 bis 64 Tagen. Beim Schlupf messen die Jungtiere 23 bis 25 Zentimeter.

## Verbreitung
Die Sinaloa-Dreiecksnatter ist in Mexiko verbreitet. Sie kommt in Westmexiko vom südwestlichen Sonora bis hin nach Chihuahua vor. Namensgebend ist ihr Vorkommen in Sinaloa. Sie lebt im Küstentiefland und dringt in Höhen bis 1.000 Meter vor. Zu den besiedelten Lebensräumen zählen trockene bis mäßig feuchte Gegenden, vor allem Agrargebiete wie Getreidefelder und Wüsten. Über den Tag hält sie sich unter Kakteen, Büschen, in Hütten und Scheunen, unter Brettern, Blechen oder ähnlichen Verstecken auf.

## Ernährung
Die Sinaloa-Dreiecksnatter frisst kleine Säugetiere, beispielsweise Ratten und Mäuse, welche sie auch zu den Getreidefeldern und Viehställen locken, Vögel, Eier und kleine Reptilien wie Echsen sowie andere Schlangen.